# Sandfeldsiedlung
Die Sandfeldsiedlung ist ein Ortsteil der Stadtgemeinde Tulln an der Donau in Niederösterreich.
Die in der Ortschaft Langenlebarn-Unteraigen liegende Siedlung befindet sich am Südufer der Donau und ist an drei Seiten von Wasser umgeben. Der Zugang erfolgt von der Westseite, wo eine Straßenverbindung in den Ort besteht. Das gesamte Areal steht im Eigentum der Stadt Tulln und wird an Privatpersonen oder Vereine verpachtet. Größter Pächter ist der Siedlerverein Sandfeld.